# Sân bay Tamanrasset
Sân bay Tamanrasset (IATA: TMR, ICAO: DAAT), cũng gọi là Sân bay Aguenar, là một sân bay gần Tamanrasset, Algérie.

## Các hãng hàng không và các điểm đến
- Aigle Azur (Marseille, Paris-Orly)
- Air Algérie (Algiers, Constantine, Djanet, El Golea, Ghardaia, Illizi, In Salah, Oran, Ouargla, Paris-Orly)
- Tassili Airlines (Algiers, Annaba, Hassi Messaoud, Hassi R'Mel)

## Các sự cố và tai nạn
Chuyến bay 6289 của Air Algérie rơi ngày 6 tháng 3 năm 2003 vào lúc 3h45 tối, giờ địa phương (1445 GMT).
Chuyến bay số 6289 của Air Algérie đang rời Tamanrasset đi Algiers với người đồng phi công làm phi công trưởng. Tại độ cao 78 feet và tốc độ 158 kts, động cơ số 1 bị hư một tuốc bin. Cơ trưởng đã kiểm soát tình hình. Viên đồng phi công đã hỏi liệu có tăng tốc hộp số nhưng cơ trưởng đã không trả lời. Chiếc Boeing 737-200 mất tốc độ, tròng trành và mất tốc độ, ngừng hoạt động, vỡ trên một bãi đá 1600 mét ngoài đường băng.
Vụ tai nạn do một động cơ bị hư trong giai đoạn cấp bách của chuyến bay, bộ phận hạ cánh không rút lại sau khi trục trặc động cơ, và cơ trưởng lấy quyền kiểm soát của máy bay trước khi đã xác định rõ vấn đề. Có 102 trường hợp tử vong và một người sống sót.